# Nuculidae
Nuculidae су породица шкољки.

## Карактеристике
Капци љуштуре су округли или у облику троугла, са бравом коју чини већи број међусобно једнаких зубића.

## Систематика
Према ранијој систематици, породица је припадала реду Protobranchia, да би касније биле сврстане у посебан ред. Овој породици припадају родови: